# 加利福尼亞洋流
加利福尼亞洋流是一股太平洋的洋流，在加拿大英屬哥倫比亞省南部海岸開始，沿著北美洲的西海岸往南行進，最後在墨西哥的下加利福尼亞州外海匯入赤道洋流。加利福尼亞洋流是北太平洋環流的一部分。這一股寒冷的洋流使得海岸附近的水溫比同緯度美國東岸的陸地溫度較低，而大量的湧昇流更將較冷的中層海水帶至海面，這使得原本已經較冷的美國西海岸更加涼快，這造成了加利福尼亞州海岸邊常見的霧的成因。由於湧昇流的關係，這股寒流非常的富含養分，所以得以支持大量的鯨魚、海鳥以及魚類等海洋動物，這使得這片海域成為良好的漁場，亦造成加州沿海地區特有的地中海型氣候。
有時在冬季時，一股稱為大衛森洋流的較弱北向洋流會將溫暖的海水帶往北部海域。在聖嬰現象發生的時候，加利福尼亞洋流的正常流向被打亂，造成了浮游生物的大量減少，使得食物鏈受到影響，造成漁獲的減少以及海洋生物生存的困難。

## 外部連結
- 西雅圖時報：2005年海水暖化事件